# Плъмър
Плъмър (на английски: Plummer) е град в окръг Бенъуа, щата Айдахо, САЩ. Плъмър е с население от 990 жители (2000) и обща площ от 2,9 km². Намира се на 836 m надморска височина. ЗИП кодът му е 83851, а телефонният му код е 208.